# Ивановское водохранилище
Ивановское водохранилище — небольшое русловое водохранилище на реке Гусинка (левый приток реки Великий Бурлук). Расположено в Шевченковском районе Харьковской области у села Ивановка. Водохранилище построено в 1974 году по проекту Харьковского филиала института «Укргипроводхоз». Назначение — орошение, рыборазведения, рекреация. Вид регулирования — сезонное.

## Основные параметры водохранилища
- Нормальный подпорный уровень — 110,3 м;
- Форсированный подпорный уровень — 111,8 м;
- Полный объём — 2,60 млн м³;
- Полезный объём — 2220 000 м³;
- Длина — 3,3 км;
- Средняя ширина — 0,41 км;
- Максимальные ширина — 0,57 км;
- Средняя глубина — 1,93 м;
- Максимальная глубина — 4,5 м.

## Основные гидрологические характеристики
- Площадь водосборного бассейна — 182 км².
- Годовой объём стока 50 % обеспеченности — 7,20 млн м³.
- Паводковый сток 50 % обеспеченности — 6,40 млн м³.
- Максимальный расход воды 1 % обеспеченности — 136 м³/с.

## Состав гидротехнических сооружений
- Глухая земляная плотина длиной — 380 м, высотой — 4,5 м, шириной — 10 м. Заделка верхового откоса — 1:8, низового откоса — 1:2,5.
- Шахтный водосброс из монолитного железобетона высотой — 5,5 м, размерами 2(5×5) м.
- Водосбросный тоннель длиной — 28 м, размерами 4(2×2,3) м.
- Рекомендуемый водовыпуск из четырёх стальных труб диаметром 400 мм, оборудованных защелками. Расчетный расход — 1,8 м³/с.

## Использование водохранилища
Водохранилище было построено для орошения в колхозе им. Фрунзе Шевченковского района.